# فرنسيسكو غونزاليس غوميز
فرنسيسكو غونزاليس غوميز (بالإسبانية: Francisco González Gómez)‏ هو كاريكاتيري إسباني، ولد في 1918 في سانتاندير في إسبانيا، وتوفي بنفس المكان في 7 مارس 1990.